# تلگرام (فیلم)
تلگرام (رومانیایی: Telegrame) یک فیلم کمدی رومانیایی است که در سال ۱۹۵۹ منتشر شد. این فیلم در جشنواره فیلم کن ۱۹۶۰ به نمایش درآمد.

## بازیگران
- مارچل آنگلسکو
- دِم رادولسکو
- گریگوره واسیلیو بیرلیک
- میهای فونتینو
- هوریا کاچولسکو
- کوکا آندرونسکو
- نوکو پائونسکو
- الکساندرو جوگارو